# 나카지마정 (이시카와현)
나카지마정(中島町)은 이시카와현 가시마군에 설치되었던 정이다. 2004년 10월 1일에 나나오시, 다쓰루하마정, 노토지마정과 합병해 나나오시가 되었다. 합병 전에는 가시마 군내에서 가시마 정(현재의 나카노토 정 가시마 지구)에 이어 인구가 많았다.

## 지리
노토 반도에 있으며 나나오 만 서부(나치오 니시 만)에 접해 있다.

## 역사
고대부터 중세에 걸쳐 나카지마 지구 일대는 「쿠마키고」라고 불렸다.
- 1954년 3월 31일 - 니시기시촌, 나타우치촌, 구마키촌, 나카지마촌이 합병해 성립하였다.
- 2004년 10월 1일 - 나나오시, 다쓰루하마정, 노토지마정과 합병해 새로운 나나오시가 되었다. 자치체로서의 나카지마 정은 폐지되었다.

## 교통

### 철도
- 노토 철도 나나오선

### 도로
- 국도 470호선